# Stewart Granger
Stewart Granger (Londres, 6 de maio de 1913 - Santa Mônica, 16 de agosto de 1993) foi um ator britânico-americano. Interpretava galãs heróicos e românticos em filmes de ação e aventura, tendo sido durante os anos 50 um dos mais bem-sucedidos sucessores do astro do gênero Errol Flynn. Em 1956 Granger se naturalizou estadunidense.

## Biografia
Seu nome verdadeiro era James Lablache Stewart, mas para evitar confusões com seu colega homônimo e mais famoso (James Stewart, astro de "A felicidade não se compra", "Festim Diabólico" e outros grandes êxitos cinematográficos), optou por usar o nome artístico de Stewart Granger. Mas fora do ambiente dos filmes, ele era chamado de "Jimmy".
Na inglaterra, estudou na Faculdade Epsom e na Academia de Artes Dramáticas Webber Douglas. Começou sua carreira artística no teatro nos anos 30 e em 1933 trabalhou como figurante de cinema, estreando em So This Is London. Seu primeiro papel de protagonista foi em 1943, no filme britânico The Man in Grey. Interrompeu a carreira durante a Segunda Guerra Mundial e retornou em 1948. Nos anos 50 começou a trabalhar nos Estados Unidos.
Atuou em filmes dos maiores diretores de Hollywood e obteve sucesso, como em Scaramouche, de 1952, dirigido por George Sidney, que possui a mais longa cena de um duelo de espadas. Outros filmes de destaque na sua filmografia são:A Rainha Virgem, Belo Brumel; O Tesouro do Barba Rubra; A Última Caçada; Na Encruzilhada dos Destinos e Fúria no Alasca.
Sem espaço em Hollywood, Granger foi para a Europa e na Alemanha, entre 1964 e 1965, filmou três faroestes, adaptados das novelas de Karl May. Encerrou a carreira de cinema no final da década de 1960, com o filme O Último Safari. Foi na Alemanha que Granger ainda protagonizaria uma telenovela chamada Das Erbe der Guldenburgs  (1987).
Ele foi casado por três vezes: com Elspeth March (1938-1948) (com quem teve dois filhos, Jamie e Lindsay), Jean Simmons (1950-1960) (com uma filha, Tracy) e Caroline LeCerf (1964-1969) (com uma filha, Samantha). Faleceu em Santa Mônica, Califórnia, de câncer na próstata, aos 80 anos de idade.